# 忘了你忘了我
《忘了你忘了我》為臺灣歌手王傑的第二張專輯，由飛碟唱片發行於1988年7月11日，專輯製作人為李壽全，唱片編號：UFO-8869。

## 專輯簡介
在王傑首張專輯《一場遊戲一場夢》獲得廣大迴響後，飛碟唱片趁勝追擊推出王傑第二張專輯《忘了你忘了我》。此專輯依舊獲得相當好的銷售成績與不錯的口碑，銷售量突破8白金（後續更累計至60萬張以上），成為1988年十大暢銷唱片冠軍；而主打歌「忘了你忘了我」及與葉歡合唱的「你是我胸口永遠的痛」，亦在台灣、新加坡、馬來西亞各音樂排行榜上蟬聯數周冠軍，成了王傑繼「一場遊戲一場夢」的經典歌曲。其中也收錄了王傑14歲在教會學校寫下的第一首創作曲「娃娃在哭了」。

## 曲目
| 曲序 | 曲名                 | 曲     | 詞     | 編曲   | 附註                                                    | 粵語版本                                          |
| 01   | 忘了你忘了我         | 王文清 | 王文清 | 陳志遠 | 電影《旺角卡門》國語插曲                                | 不可能，收錄於專輯《故事的角色》                  |
| 02   | 你是我胸口永遠的痛   | 陳秀男 | 丁曉雯 | 陳志遠 | 電影《旺角卡門》國語插曲                                | 溫柔的你，收錄於專輯《故事的角色》                |
| 03   | 你的名字寫滿在我心裡 | 王文清 | 王文清 | 陳志遠 |                                                         |                                                   |
| 04   | 少年的心             | 李壽全 | 陳樂融 | 陳志遠 | 電影《天才小兵》插曲 三陽工業「三陽風速125」廣告曲      |                                                   |
| 05   | 心裡的話             | 王文清 | 王文清 | 陳志遠 | 編曲與《一場遊戲一場夢》極其相似                        | 每一個夢，收錄於專輯《故事的角色》                |
| 06   | 讓我永遠愛你         | 王文清 | 王文清 | 陳志遠 | 電影《天才小兵》主題曲 東元電機「東元小鮮綠冰箱」廣告曲 | 酒醉酒醒，收錄於專輯《故事的角色》                |
| 07   | 愛你像愛我自己       | 呂國樑 | 呂國樑 | 陳志遠 |                                                         | 人去房空，收錄於專輯《故事的角色》                |
| 08   | 5800年的她           | 王傑   | 王傑   | 陳志遠 |                                                         | 闊別，收錄於專輯《啞巴的傑作》 兩個版本的編曲有別 |
| 09   | 黑暗的空間           | 王傑   | 王傑   | 陳志遠 |                                                         | 黑暗的空間，收錄於專輯《人在風雨中》              |
| 10   | 娃娃在哭了           | 王傑   | 王傑   | 陳志遠 | 童聲為松江兒童合唱團演唱                                |                                                   |

## 唱片版本
- 錄音帶版
- CD版
- 黑膠唱片

## 專輯文案
王傑的人間對話

Ⅰ

「昨日的浪子，明日的傳奇？」

「......」

「沒有更新鮮的了？」

「......」

「說點話吧！」

「王傑基本上是個簡單的人。

除了這兩句，還有什麼更適合描述他？
或是，這兩句除了用來形容他，還能用來形容任何其他人嗎？」

Ⅱ

「形容一下王傑吧？」

* * *

「狼。」

「狼？」

「不是都市裡油脂粉香的那種狼。是餓到臨風長嗥、瘦骨嶙峋，仍然目光炯亮的那種狼。」

* * *

「孤軍。」

「又是來自異域？」

「不是僅僅在中南半島出生長大。

「是鄧克保“異域”筆下以赤膽搏命、生死無忌的那種孤軍。」

* * *

「英雄。」

「這年頭還有誰不自稱英雄？」

「人前哭，暗裡笑，就算英雄？」

「不懂。請再說明。」

「受苦不能代表什麼，訴苦不該獲得掌聲。

能從過往陰影挺身而出、重新佈局的方是英雄。」

* * *

「陽光。」

「有這麼冷而憂鬱的陽光？」

「當然不是開著車、迎著風可以追逐到的那種。
當他真誠湧動、當他稚笑靦腆，溫暖足矣！」

* * *

狼，孤軍，英雄，陽光。

似乎不能說盡王傑，

似乎又是那麼地貼切。

## 音樂錄影帶
- 忘了你忘了我 （页面存档备份，存于）
- 你是我胸口永遠的痛 （页面存档备份，存于）
- 少年的心 （页面存档备份，存于）
- 讓我永遠愛你 （页面存档备份，存于）
- 愛你像愛我自己(棚內單歌)

## 外部連結
- 忘了你忘了我 （页面存档备份，存于）